# Hylaeus guamensis
Hylaeus guamensis är en biart som först beskrevs av Cockerell 1914.  Hylaeus guamensis ingår i släktet citronbin, och familjen korttungebin. Inga underarter finns listade i Catalogue of Life.